# NGC 6496
NGC 6496 је збијено звездано јато у сазвежђу Шкорпија које се налази на NGC листи објеката дубоког неба.
Деклинација објекта је - 44° 15' 52" а ректасцензија 17h 59m 2,0s. Привидна величина (магнитуда) објекта NGC 6496 износи 8,6. NGC 6496 је још познат и под ознакама GCL 80, ESO 279-SC13.